# Reifenventil (Nutzfahrzeuge)

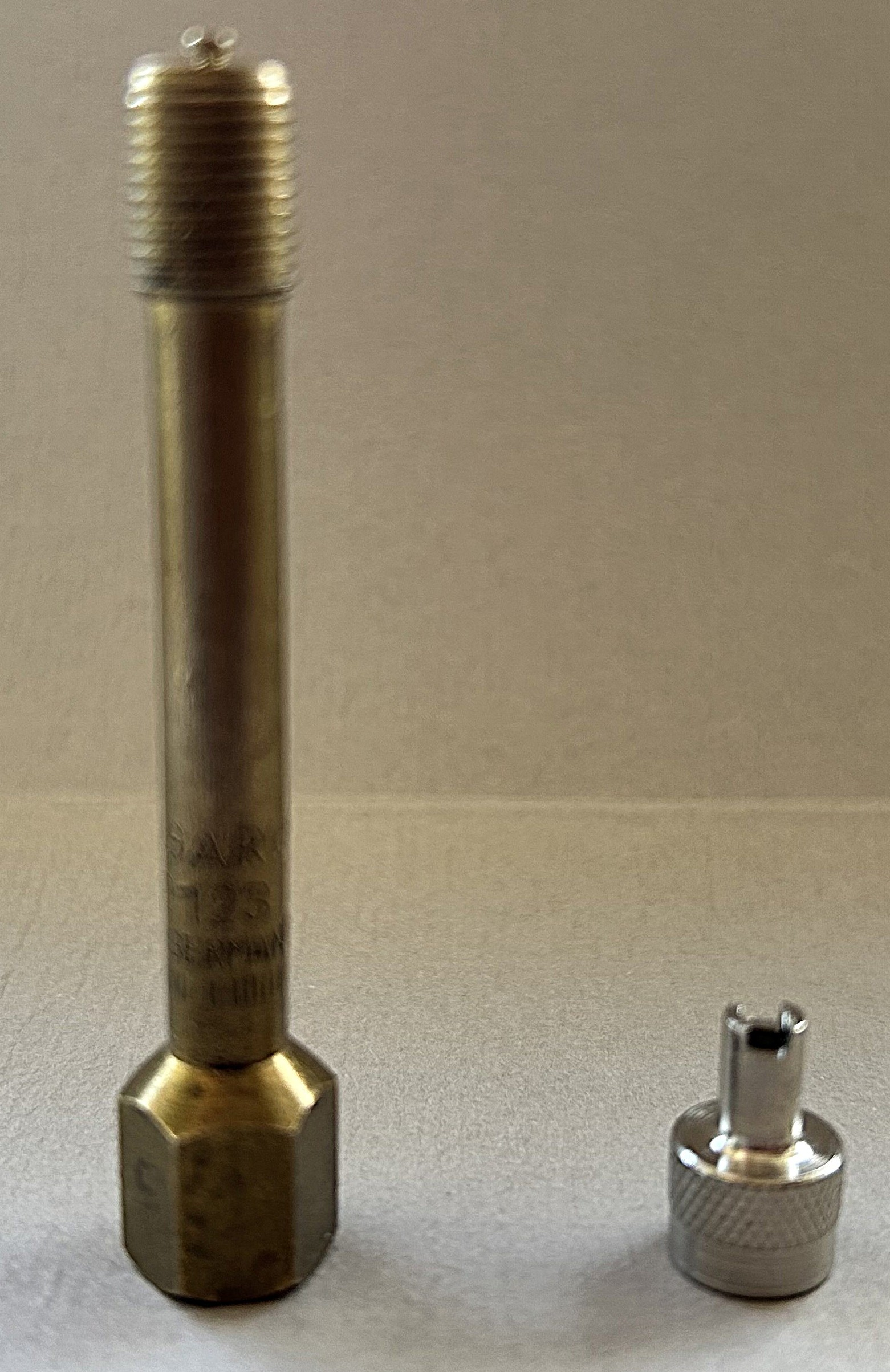
Lkw-Metallventile sind hoch belastbar.

Reifenventile für Nutzfahrzeuge sind eine wichtige Stellgröße für das Reifenmanagement eines Fuhrparks. Im Vergleich zu einem herkömmlichen Ventil für Pkw-Reifen besitzen die Reifenventile für Lastkraftwagen und Busse einen deutlich größeren Durchmesser und sind für höhere Betriebsdrücke ausgelegt.
Technisch gesprochen handelt es sich bei diesen Reifenventilen um pneumatische Ventile, die im Felgenloch eines Rads sitzen und den Reifen gegen Druckverlust abdichten. Reifenventile dienen dazu, den Luftdruck im Nutzfahrzeugreifen zu regulieren, indem sie das Befüllen und Ablassen der Luft im Reifen ermöglichen. Zudem verhindern Reifenventile, dass Schmutz und Feuchtigkeit in den Reifen gelangen.
Ein Reifenventil sollte eine gute Zugänglichkeit zum Befüllen und Kontrollieren des Reifendruckes ermöglichen. Bei Einzelrädern mit Radkappe oder bei einer Zwillingsbereifung ist diese Zugänglichkeit jedoch häufig eingeschränkt. Hier wie dort wären die Ventile nur mit hohem Montageaufwand zu erreichen. Abhilfe schafft in solchen Fällen die Verwendung von Ventilverlängerungen, auf die sich ein Druckmessgerät aufsetzen lässt.

## Ventilarten für Nutzfahrzeuge
Der Fuhrparkstandard für Lkw, Busse und Trailer sind Reifenventile aus Metall. Meist handelt es sich dabei um den Werkstoff Messing oder um vernickelten Stahl. Diese Ventilart wartet mit einer hohen Druckfestigkeit auf, die eine Zulassung für Reifendrücke bis zu 14 bar möglich macht. In der Praxis werden allerdings Reifendrücke von mehr als zehn Bar für den normalen Autobahnbetrieb nicht empfohlen. Zu den typischen Eigenschaften von Metallventilen zählen außerdem eine hohe Resistenz gegen Hitze, Bremswärme, Öl und mechanische Belastung.
Reifenventile aus Aluminium sind im Nutzfahrzeugbereich eher auf Spezialanwendungen und Nachrüstlösungen beschränkt. Neben dem geringen Gewicht sprechen häufig optische Gründe für einen Einsatz im Fuhrpark. Aluminiumventile sind in der Regel für Drücke bis 12 bar zugelassen. Sie weisen eine gute Haltbarkeit und eine hohe Resistenz gegen Hitze auf.
Das klassische Gummiventil ist im schweren Nutzfahrzeugsegment kaum anzutreffen. Der Maximaldruck in den Reifen ist für diese Ventilart in der Regel auf Drücke bis 4,5 bar beschränkt. Es gibt allerdings verstärkte Varianten, die einen Einsatz bis 5,5 bar möglich machen sollen.

## Wahl des Ventils nach Felge und Reifenart
Nutzfahrzeuge rollen heute überwiegend auf schlauchlosen Reifen. Hier wird das Reifenventil direkt auf die Felge montiert. Dabei spielt der jeweilige Felgentyp eine wichtige Rolle für die Wahl eines geeigneten Ventils. In Fuhrparks kommen überwiegend Tiefbettfelgen zum Einsatz, die zwischen den Felgenhörnern mit einem Tiefbett aufwarten. Flachbettfelgen kommen ohne diese Vertiefung aus und bieten Vorteile im Hinblick auf Gewicht und eine leichtere Reifenmontage.
Wesentliche Kenngrößen für die Wahl eines geeigneten Ventils sind die Felgenstärke und die Geometrie des Ventillochs in der Felge, durch das ein Ventil passen muss. Um die beste Passform zu erreichen, gibt es die Reifenventile in verschiedenen Längen und mit unterschiedlichen Biegehöhen und Biegewinkeln, darunter einfach, zweifach und dreifach gebogene Ausführungen. Hier gilt in allen Fällen der Grundsatz, dass ein Ventil mitsamt Ventilkappe nicht aus der Radkontur herausragen darf, da sonst die Gefahr des Abscherens besteht.
Eine spezielle Variante sind die Ventile für direkte Reifendruckkontrollsysteme, die häufig mit einem Verschraubungssystem zur Anbindung des Sensors ausgestattet sind. Das Ventil dient in diesem Fall nicht nur zum Befüllen und Entleeren des Nutzfahrzeugreifens, sondern auch als Montagepunkt für den Sensor. Dieser misst den tatsächlichen Reifendruck und die Temperatur im Reifen und überträgt die Daten drahtlos an das entsprechende Bordsystem.
Bei LKW, Omnibussen und Anhängen, die mit Schlauchreifen auf Achse sind, ist bereits ein Metallrohr mit Gewinde zur Aufnahme des Ventils ist auf den Schlauch vulkanisiert. Hier richtet sich die Wahl der passenden Ventils nach den Vorgaben der Schlauchhersteller. Zur Wahl stehen neben mit Gummi beschichteten Ventilen einteilige und zweiteilige Metallventile.

## Aufbau des Reifenventils
Das Reifenventil ist aus technischer Sicht ein vergleichsweise einfaches Bauteil. Eine Hauptkomponente ist der Ventilkörper, der das Gehäuse für die funktionellen Teile des Ventils bildet. Am Rad sitzt der Ventilkörper im Felgenloch. Gefertigt wird er in der Regel aus Messing oder vernickeltem Stahl. Der Ventilkörper wartet am oberen Ende mit einem Außengewinde zur Befestigung der Ventilkappe auf. Im Inneren befindet sich ein weiteres Gewinde für den Ventileinsatz.
Der Ventileinsatz ist eine weitere zentrale Komponente des Ventils, über die sich die Luftzufuhr für den Reifen regulieren lässt. Der Ventileinsatz lässt sich austauschen und wird mit Hilfe eines Ventilausdrehers in das Gehäuse eingeschraubt oder ausgebaut. Eine Dichtung umschließt den Ventileinsatz und dichtet das Ventil beim Einsetzen in das Gehäuse ab. Der Ventilkern besteht aus dem Ventilstift und einer Druckfeder. Beide zusammen sind für das Öffnen und Schließen des Ventils zuständig. Betrachtet man ein Reifenventil bei abgeschraubter Ventilkappe von oben, kann man das obere Ende des Ventilstifts in der Öffnung erkennen.
Ventilkappen spielen eine wichtige Rolle für die Luftdichtigkeit des Nutzfahrzeugreifens. Sie schützen das Ventil in erster Linie vor Staub, Schmutz und Feuchtigkeit. Ventilkappen bestehen in der Regel aus Kunststoff oder aus Metall. Metallkappen besitzen häufig von Innen eine Gummidichtung, um die Dichtwirkung zu erhöhen.

## Funktion des Reifenventils
Die Befüllung eines Nutzfahrzeugreifens erfolgt über einen physischen Kontakt zwischen Reifenventil und Reifenfüllmessgerät. Der Aufsatz eines Füllgeräts ist so konstruiert, dass er beim Aufsetzen mit dem sichtbaren Ende des Ventilstifts im Inneren des Ventilgehäuses in Berührung kommt. Sobald das Füllgerät an das Reifenventil angeschlossen ist, drückt der Aufsatz den Ventilstift gegen die vorhandene Federkraft nach unten. Dadurch wird das Ventil geöffnet und die Luft kann zum Befüllen oder Ablassen strömen. Wird das Reifenfüllmessgerät entfernt, drückt die Feder den Ventilstift zurück in seine Ausgangsposition. Das Ventil ist dann wieder geschlossen.

## Wartung der Reifenventile

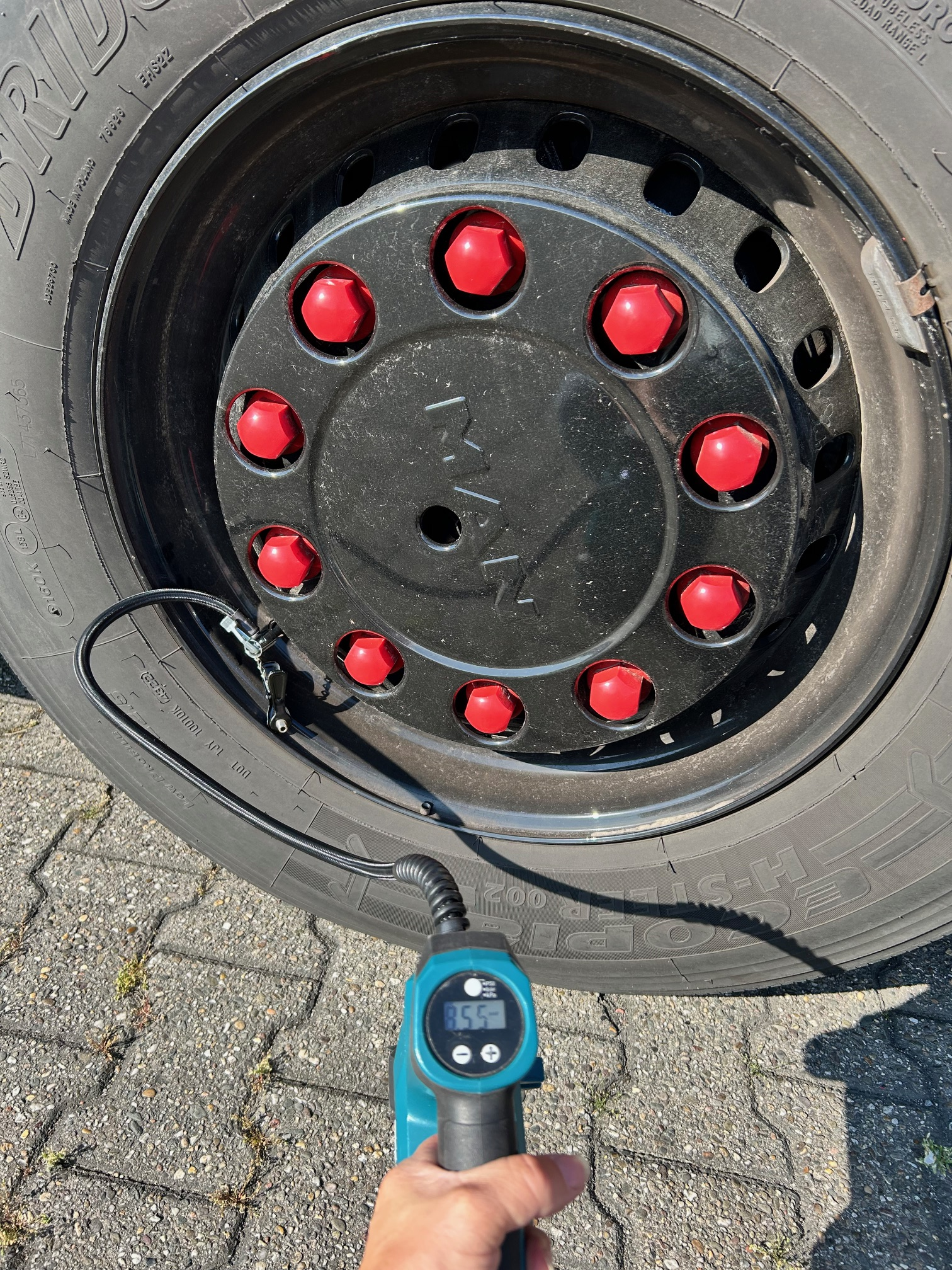
Druckprüfung am Reifenventil.

Das Reifenventil muss unter allen Betriebsbedingungen zuverlässig funktionieren, damit ein Reifen seinen Druck über längere Zeit beibehält. Ein defektes Ventil, beschädigte Dichtungen oder die natürliche Diffusion von Luft durch den Reifen können dazu führen, dass Luft langsam entweicht, was einen schleichenden Druckverlust zur Folge haben kann.
Aus diesem Grund empfiehlt sich eine regelmäßige Wartung und Sichtkontrolle der Reifenventile.
- Ventile auf sichtbare Schäden oder Abnutzung prüfen.
- Ventil mit Lecksuchspray oder Wasserblase auf Dichtigkeit überprüfen.[12]
- Bei Reifendruckkontrollsystemen mit Metallventilen sollten bei jedem Reifenwechsel die Ventileinsatz, Dichtungen und Ventilkappe gewechselt werden.[13]
- Bei der Montage von schlauchlosen Reifen sollten grundsätzlich neue Ventile verwendet werden.[9]
- Für Zwillingsreifen sind Ventilverlängerungen erforderlich.[14]
- Ventilverlängerungen auf Dichtigkeit und Einsatzeignung prüfen.[12]
- Ventilkappen verwenden. Diese müssen fest auf den Ventilen sitzen.[9]